# Hemiscorpius maindroni
Espèce
Hemiscorpius maindroni est une espèce de scorpions de la famille des Hemiscorpiidae.

## Distribution
Cette espèce est endémique d'Oman.

## Étymologie
Cette espèce est nommée en l'honneur de Maurice Maindron.

## Publication originale
- Kraepelin, 1900 : Über einige neue Gliederspinnen. Abhandlungen aus dem Gebiete der Naturwissenschaften Herausgegeben vom naturwissenschaftlichen Verein in Hamburg, vol. 16, no 2, p. 1-28.